# Centro di gravità permanente
Centro di gravità permanente è un brano musicale scritto da Franco Battiato e Giusto Pio.

## Edizioni
Venne pubblicato in origine nell'album La voce del padrone e nei singoli Centro di gravità permanente/Summer on a Solitary Beach, pubblicato in Francia (EMI/Pathé Marconi, 2C 008 18564), Paesi Bassi (Capitol, 1A 006-18564) e in Argentina, cantata in italiano ma con il titolo tradotto in spagnolo come Centro De Gravedad Permanente (EMI, DIF 224).
Anche in Spagna il singolo è stato pubblicato cantato in lingua italiana ma con i titoli dei due brani in spagnolo, Centro De Gravedad Permanente/Verano En Una Playa Solitaria (EMI/Odeon, 10C 006-018.564); nel 1986 poi il brano è stato tradotto in spagnolo da Carlos Toro Montoro e pubblicato nel 45 giri Centro De Gravedad/Cuccurucucu (Iberofon, 006 1187527); questa versione in spagnolo è stata inclusa nello stesso anno nell'album Ecos de Danzas Sufi.
Lo stesso Battiato ha poi inserito il brano negli album dal vivo Giubbe rosse, pubblicato nel 1989, Last Summer Dance (2003) e Live in Roma, quest'ultimo inciso insieme ad Alice e pubblicato nel 2016.

## Descrizione
La canzone fa riferimento al senso di smarrimento provato da Battiato. Come Bandiera bianca e Cuccuruccucù, la canzone è basata su un testo giocato, in apparenza, su immagini casuali. Il “centro di gravità” evocato nel titolo (citando Gurdjieff) è il luogo dell'intimità (il "sé" reale) dove il cantautore spera di trovare stabilità, ed essere un semplice osservatore. 
I riferimenti culturali provengono probabilmente anche dalla frequentazione letteraria del mistico Georges Gurdjieff.

## Altre apparizioni
Nel brano del 1985 dei CCCP - Fedeli alla linea Sono come tu mi vuoi viene citato il brano al plurale come Centri di gravità permanenti. 
Nel 2020 il brano partecipa al concorso radiofonico I Love My Radio venendo interpretato da Francesco Gabbani, a cui hanno preso parte in totale 45 canzoni.

## Vendite
Il brano fu pubblicato come singolo in Francia, dove vendette 60 000 copie.

## Cover
- 1992 – Des Dorides con il titolo Gravità permanente (Columbia – 658167 6)
- 1996 – Brando nell'album Battiato non Battiato (Cyclope Records, 529 206-2)
- 1997 – Neri per caso nell'album Neri per caso (EMI Music, 020 1798322)
- 2007 – Franço Cava, cd singolo (Soleluna, 5002 978)
- 2014 – Arturo Stalteri, nell'album In sete altere, Arturo Stàlteri suona Battiato (Felmay) in una versione strumentale intitolata The Instrumental Centro di Gravità Permanente
- 2021 – Carmen Consoli, Colapesce Dimartino, Giovanni Caccamo, Luca Madonia e Mario Incudine nell'album Invito al viaggio. Concerto per Franco Battiato (Universal Music)
- 2022 – Raphael Gualazzi nell'album Bar del Sole (Sugar Music – 8059482260022)
- 2022 – Quartiere Coffee e Simone Cristicchi, singolo
- 2023 – Ariete, in duetto con Sangiovanni, durante la serata cover del Festival di Sanremo 2023